# ジャーナル・オブ・ジ・アメリカン・メディカル・アソシエーション
ジャーナル・オブ・ジ・アメリカン・メディカル・アソシエーション（英語：The Journal of the American Medical Association、略称：JAMA、「米国医師会雑誌」とも呼ばれる）は、米国医師会によって年に48回刊行される、国際的な査読制の医学雑誌である。同誌は世界で最も広範に読まれている医学雑誌である。視覚的な特徴としては、ベージュ色を基調とした表紙に毎週なんらかの絵画作品を載せ、その作品と医学との関係を「The Cover」というコーナーで解説している。しかし、2002年のBMJ年末特集号が選んだグスタフ・クリムトの「医学」のような物議を醸す作品は選ばれない。
アメリカ医師会 (en:American Medical Association)によって1883年に創刊され、それ以来途切れることなく発行され続けているJAMAは、独自研究による論文、論評記事、解説記事、論説記事、随筆、医事ニュース、投書欄、および補助的な記事（「発病率と死亡率の週報」(en:Morbidity and Mortality Weekly Report)のアブストラクト記事など）を刊行している。2008年には、JAMAのインパクトファクターは31.7であり、一流の一般医学雑誌のうちのひとつの座を占めることとなった。JAMAの記事の受理率は、依頼した記事も依頼していない記事もまとめて年間6000本受け取るうちのおおよそ8%である。初代編集長は、米国医師会の設立者のひとりでもあったネイサン・スミス・デイヴィス (en:Nathan Smith Davis)で、現在（2006年）の編集長はキャサリン・D.デアンジェリス (en:Catherine D. DeAngelis)である。JAMAの査読過程は、40か国以上からのおよそ3500人に依っている。

## 編集の中立性
JAMAの各記事の内容は、米国医師会よりもむしろ記事の著者に帰属するものとされている。

「米国医師会は、いかなる当事者に対しても、記事の正確さ、完全さあるいは利便性、ないし記事およびそれらに含まれる情報のいずれかを使用しまたは使用しないことによって生じるいかなる損害についての法的責任をも否認する。」

1999年に、米国医師会に任命されて間もない常務取締役のE.ラトクリフ・アンダーソンが、JAMAの編集長ジョージ・ランドバーグを首にした。ランドバーグは、キンゼイ性風俗調査協会 (Kinsey Institute for Sex Research)のJ.ライニシュとS.サンダースによる、大学生の性行為に対する態度の調査報告を刊行したことにより首にされた。米国中西部の州の主な大学の599人の学生を対象にした1991年の調査報告にもとづいた論文で、母集団の60%（元の記事では59%となっていたが、記事では編集部長による誤字であると指摘されている）が、オーラルセックスを「セックスをした」とは見做していないという内容である。アンダーソンはのちに、この事とは別の、同会委員会内での論争が元となって、自ら辞任した。ランドバーグは米国医師会を罷免されてからきっかり一ヵ月後にメドスケープ (en:Medscape)の主任編集長の座に就いている。
カナディアン・メディカル・アソシエーション・ジャーナル、ランセット、BMJ、メディカル・ジャーナル・オブ・オーストラリアなど多数の医学雑誌が、すぐさま、ランドバーグの罷免は編集の中立性を蹂躙するものであるという社説記事を掲載した。
ランドバーグの罷免ののち、米国医師会は、内科医らと自然科学者らより成る有名なJAMA編集調査委員会と協力し、「ジャーナル・オブ・ジ・アメリカン・メディカル・アソシエーション」およびアーカイブ・ジャーナルにとって最良の代替運営法を探し出すための新たな過程を設立した。このグループは、JAMAとアーカイブ・ジャーナルとこれらの主任編集長にとって編集が自由で独立性が保たれることが保証されるように考案された運営計画を生み出した。調査委員会が発案し運営計画にも記述された、第一に推薦されるべき方法は、主任編集長を評価することと編集の中立性の保証を後押しすることとを業務とする、7名より成るジャーナル監督委員会を設立することを推薦するものであった。発足以来今日に至るまで、委員会は少なくとも年に一度会合を開いている。

## 外国語版
JAMAは20以上の他言語に翻訳されて刊行されている。

## 関連雑誌
アメリカ医師会（American Medical Association, AMA）は、以下の医学雑誌を発行している。
- JAMA：総合医学雑誌。1883年創刊。査読あり。IF（2023年）は120.7。
- JAMA Cardiology：循環器学専門誌。2016年創刊。査読あり。IF（2023年）は24.0。
- JAMA Dermatology：皮膚科学専門誌。旧称 Archives of Dermatology。査読あり。IF（2023年）は10.9。
- JAMA Health Forum：医療政策、健康経済、保険制度に関する専門誌。2021年創刊。査読あり。IF（2023年）は11.5。
- JAMA Internal Medicine：一般内科専門誌。旧称 Archives of Internal Medicine。査読あり。IF（2023年）は39.0。
- JAMA Neurology：神経学専門誌。旧称 Archives of Neurology。査読あり。IF（2023年）は29.0。
- JAMA Oncology：腫瘍学、がん医療専門誌。2015年創刊。査読あり。IF（2023年）は28.4。
- JAMA Ophthalmology：眼科学専門誌。旧称 Archives of Ophthalmology。査読あり。IF（2023年）は8.1。
- JAMA Otolaryngology–Head & Neck Surgery：耳鼻咽喉科・頭頸部外科専門誌。旧称 Archives of Otolaryngology。査読あり。IF（2023年）は7.8。
- JAMA Pediatrics：小児科学専門誌。旧称 Archives of Pediatrics & Adolescent Medicine。査読あり。IF（2023年）は26.1。
- JAMA Psychiatry：精神医学専門誌。1919年創刊。旧称 Archives of General Psychiatry。査読あり。IF（2023年）は25.8。
- JAMA Surgery：外科学専門誌。旧称 Archives of Surgery。査読あり。IF（2023年）は16.9。

## 他の主要な医学雑誌など
- アナルズ・オブ・インターナル・メディシン
- BMJ
- カナディアン・メディカル・アソシエーション・ジャーナル
- ニューイングランド・ジャーナル・オブ・メディシン
- ランセット
- 世界五大医学雑誌
- MMJ